# Pizzo Cristallina
Il Pizzo Cristallina (2 912 m s.l.m.) è una montagna delle Alpi Ticinesi e del Verbano nelle Alpi Lepontine.

## Descrizione
Si trova nel Canton Ticino in Svizzera tra la Vallemaggia e la Valle Leventina. Dalle sue pendici nasce il fiume Maggia.